# Clerodendrum
Clerodendrum is een geslacht uit de lipbloemenfamilie (Lamiaceae). Het geslacht met ongeveer 230 soorten komt vooral voor in tropische en subtropische regio's. De bekendste winterharde soort is de pindakaasboom (Clerodendrum trichotomum) .
De botanische naam Clerodendrum werd gepubliceerd in 1753 door Linnaeus in zijn publicatie Species plantarum aan de hand van Clerodendrum infortunatum. Dat was een struik die bekend was uit tropisch Azië en die werd gebruikt in de geneeskunde. Tot dat moment werd de struik aangeduid als "Clerodendron" (kansenboom). De naam hield verband met de onvoorspelbare medische eigenschappen. De naam "Clerodendron" wordt nog steeds wel gebruikt.

## Soorten
- Clerodendrum abilioi R.Fern.
- Clerodendrum adenocalyx Dop ex Satthaphorn
- Clerodendrum adenophysum Hallier f.
- Clerodendrum africanum Moldenke
- Clerodendrum albiflos H.J.Lam
- Clerodendrum alboviolaceum Moldenke
- Clerodendrum andamanense (Moldenke) A.Rajendran & P.Daniel
- Clerodendrum angustipetalum Satthaphorn, A.J.Paton & Leerat.
- Clerodendrum anomalum Letouzey
- Clerodendrum apayaoense Quisumb.
- Clerodendrum arenarium Baker
- Clerodendrum atlanticum Jongkind
- Clerodendrum aucubifolium Hemsl.
- Clerodendrum barba-felis Hallier f.
- Clerodendrum baronianum Oliv.
- Clerodendrum baumii Gürke
- Clerodendrum bellum Moldenke
- Clerodendrum bipindense Gürke
- Clerodendrum boivinii Moldenke
- Clerodendrum bosseri Capuron
- Clerodendrum brachyanthum Schauer
- Clerodendrum brachystemon C.Y.Wu & R.C.Fang
- Clerodendrum bracteatum Wall. ex Walp.
- Clerodendrum brassii Beer & H.J.Lam
- Clerodendrum brunfelsiiflorum Hallier f.
- Clerodendrum brunnescens Moldenke
- Clerodendrum brunsvigioides Baker
- Clerodendrum buchananii (Roxb.) Walp.
- Clerodendrum buchneri Gürke
- Clerodendrum buettneri Gürke
- Clerodendrum bungei Steud.
- Clerodendrum calamitosum L.
- Clerodendrum canescens Wall. ex Walp.
- Clerodendrum capitatum (Willd.) Schumach.
- Clerodendrum caryopteroides Moldenke
- Clerodendrum cauliflorum Vatke
- Clerodendrum cecil-fischeri A.Rajendran & P.Daniel
- Clerodendrum cephalanthum Oliv.
- Clerodendrum chamaeriphes Wernham
- Clerodendrum chartaceum Moldenke
- Clerodendrum chinense (Osbeck) Mabb.
- Clerodendrum chlorisepalum Merr. ex Moldenke
- Clerodendrum cochinchinense Dop
- Clerodendrum colebrookianum Walp.
- Clerodendrum comans Moldenke
- Clerodendrum confine S.L.Chen & T.D.Zhuang
- Clerodendrum costatum R.Br.
- Clerodendrum cyrtophyllum Turcz.
- Clerodendrum dauphinense Moldenke
- Clerodendrum decaryi Moldenke
- Clerodendrum deflexum Wall.
- Clerodendrum dembianense Chiov.
- Clerodendrum densiflorum Griff.
- Clerodendrum dependens Aug.DC.
- Clerodendrum dewittei Moldenke
- Clerodendrum dinklagei Gürke
- Clerodendrum disparifolium Blume
- Clerodendrum dusenii Gürke
- Clerodendrum ekmanii Moldenke
- Clerodendrum elbertii Hallier f.
- Clerodendrum elliotii Moldenke
- Clerodendrum emirnense Bojer ex Hook.
- Clerodendrum ervatamioides C.Y.Wu
- Clerodendrum eucalycinum Oliv.
- Clerodendrum eupatorioides Baker
- Clerodendrum excavatum De Wild.
- Clerodendrum farafanganense Moldenke
- Clerodendrum fasciculatum B.Thomas
- Clerodendrum filipes Moldenke
- Clerodendrum finetii Dop
- Clerodendrum fistulosum Becc.
- Clerodendrum floribundum R.Br.
- Clerodendrum formicarum Gürke
- Clerodendrum fortunatum L.
- Clerodendrum frutectorum S.Moore
- Clerodendrum fugitans Wernham
- Clerodendrum fuscum Gürke
- Clerodendrum galeatum Balf.f.
- Clerodendrum garrettianum Craib
- Clerodendrum gaudichaudii Dop
- Clerodendrum geoffrayi Dop
- Clerodendrum gibbosum Moldenke
- Clerodendrum giganteum (Moldenke) Phillipson & Callm.
- Clerodendrum godefroyi Kuntze
- Clerodendrum grayi Munir
- Clerodendrum grevei Moldenke
- Clerodendrum griffithianum C.B.Clarke
- Clerodendrum haematolasium Hallier f.
- Clerodendrum hahnianum Dop
- Clerodendrum hainanense Hand.-Mazz.
- Clerodendrum harmandianum Dop
- Clerodendrum hastatum Lindl.
- Clerodendrum hendersonii Moldenke
- Clerodendrum hettae Hallier f.
- Clerodendrum hexangulatum B.Thomas
- Clerodendrum hildebrandtii Vatke
- Clerodendrum hircinum Schauer
- Clerodendrum hiulcum Moldenke
- Clerodendrum humbertii Moldenke
- Clerodendrum inaequipetiolatum R.D.Good
- Clerodendrum indicum (L.) Kuntze
- Clerodendrum infortunatum L.
- Clerodendrum insolitum Moldenke
- Clerodendrum intermedium Cham.
- Clerodendrum involucratum Vatke
- Clerodendrum izuinsulare K.Inoue & M.Haseg. & Shiro Kobay.
- Clerodendrum japonicum (Thunb.) Sweet
- Clerodendrum johnstonii Oliv.
- Clerodendrum johorense Moldenke
- Clerodendrum kaichianum P.S.Hsu
- Clerodendrum kamhyoae Phillipson & L.Allorge
- Clerodendrum kampotense Dop
- Clerodendrum kauderni Moldenke
- Clerodendrum kiangsiense Merr. ex H.L.Li
- Clerodendrum kinabaluense Stapf
- Clerodendrum klemmei Elmer
- Clerodendrum kwangtungense Hand.-Mazz.
- Clerodendrum laciniatum Balf.f.
- Clerodendrum laevifolium Blume
- Clerodendrum lanceoliferum S.Moore
- Clerodendrum lanessanii Dop
- Clerodendrum lankawiense King & Gamble
- Clerodendrum lanuginosum Blume
- Clerodendrum lastellei Moldenke
- Clerodendrum laxiflorum Baker
- Clerodendrum lecomtei Dop
- Clerodendrum leucobotrys Breteler
- Clerodendrum leucophloeum Balf.f.
- Clerodendrum lindleyi Decne. ex Planch.
- Clerodendrum lloydianum Craib
- Clerodendrum longiflorum Decne.
- Clerodendrum longisepalum Dop
- Clerodendrum lutambense Verdc.
- Clerodendrum luteopunctatum C.Pei & S.L.Chen
- Clerodendrum macrocalycinum Baker
- Clerodendrum macrostegium Schauer
- Clerodendrum madagascariense Moldenke
- Clerodendrum magnificum Warb.
- Clerodendrum magnoliifolium Baker
- Clerodendrum mananjariense Moldenke
- Clerodendrum mandarinorum Diels
- Clerodendrum mandrarense Moldenke
- Clerodendrum manombense Moldenke
- Clerodendrum melanocrater Gürke
- Clerodendrum micans Gürke
- Clerodendrum mildbraedii B.Thomas
- Clerodendrum minahassae Teijsm. & Binn.
- Clerodendrum mindorense Merr.
- Clerodendrum moramangense Moldenke
- Clerodendrum morigono Chiov.
- Clerodendrum multibracteatum Merr.
- Clerodendrum myrianthum Mildbr.
- Clerodendrum myrmecophilum Ridl.
- Clerodendrum myrtifolium Moldenke
- Clerodendrum nhatrangense Dop ex Satthaphorn
- Clerodendrum nicolsonii A.Rajendran & P.Daniel
- Clerodendrum nutans Wall. ex Jack
- Clerodendrum ohwii Kaneh. & Hatus.
- Clerodendrum palmatolobatum Dop ex Satthaphorn, A.J.Paton & Leerat.
- Clerodendrum paniculatum L.
- Clerodendrum parvitubulatum B.Thomas
- Clerodendrum paucidentatum Moldenke
- Clerodendrum pauciflorum Moldenke
- Clerodendrum peii Moldenke
- Clerodendrum peregrinum Moldenke
- Clerodendrum perrieri Moldenke
- Clerodendrum petasites (Lour.) S.Moore
- Clerodendrum petunioides Baker
- Clerodendrum phlomidis L.f.
- Clerodendrum phyllomega Steud.
- Clerodendrum pierreanum Dop
- Clerodendrum pleiosciadium Gürke
- Clerodendrum poggei Gürke
- Clerodendrum polyanthum Gürke
- Clerodendrum polycephalum Baker
- Clerodendrum porphyrocalyx Lauterb. & K.Schum.
- Clerodendrum praetervisa Guinea
- Clerodendrum premnoides Moldenke
- Clerodendrum preslii Elmer
- Clerodendrum pubiflorum (Bakh. ex Moldenke) Wearn
- Clerodendrum putre Schauer
- Clerodendrum pygmaeum Merr.
- Clerodendrum pynaertii De Wild.
- Clerodendrum pyrifolium Baker
- Clerodendrum quadriloculare (Blanco) Merr.
- Clerodendrum ramosissimum Baker
- Clerodendrum revolutum Bosser
- Clerodendrum ridleyi King & Gamble
- Clerodendrum robecchii Chiov.
- Clerodendrum robustum Klotzsch
- Clerodendrum roseiflorum Moldenke
- Clerodendrum rotundifolium Oliv.
- Clerodendrum rubellum Baker
- Clerodendrum rumphianum de Vriese
- Clerodendrum sakaleonense Moldenke
- Clerodendrum sarawakanum H.J.Lam
- Clerodendrum sassandrense Jongkind
- Clerodendrum sayapense Wearn
- Clerodendrum schmidtii C.B.Clarke
- Clerodendrum schweinfurthii Gürke
- Clerodendrum silvanum Henriq.
- Clerodendrum singwanum B.Thomas
- Clerodendrum sinuatum Hook.
- Clerodendrum smitinandii Moldenke
- Clerodendrum speciosissimum Jacob-Makoy
- Clerodendrum splendens G.Don
- Clerodendrum subpeltatum Wernham
- Clerodendrum subtruncatum Moldenke
- Clerodendrum sylvae J.-G.Adam
- Clerodendrum sylvestre Moldenke
- Clerodendrum tanganyikense Baker
- Clerodendrum ternatum Schinz
- Clerodendrum thomsoniae Balf.
- Clerodendrum thouarsii Phillipson & Callm.
- Clerodendrum thyrsoideum Gürke
- Clerodendrum tibetanum C.Y.Wu & S.K.Wu
- Clerodendrum tomentellum Hutch. & Dalziel
- Clerodendrum tomentosum (Vent.) R.Br.
- Clerodendrum tonkinense Dop
- Clerodendrum toxicarium Baker
- Clerodendrum tracyanum (F.Muell.) Benth.
- Clerodendrum trichanthum Bosser
- Clerodendrum tricholobum Gürke
- Clerodendrum trichotomum Thunb.
- Clerodendrum triflorum Vis.
- Clerodendrum tubulosum Moldenke
- Clerodendrum umbellatum Poir.
- Clerodendrum umbratile King & Gamble
- Clerodendrum urticifolium (Roxb.) Wall. ex Voigt
- Clerodendrum villosicalyx Moldenke
- Clerodendrum villosum Blume
- Clerodendrum vinosum Moldenke
- Clerodendrum volubile P.Beauv.
- Clerodendrum wallii Moldenke
- Clerodendrum welwitschii Gürke
- Clerodendrum williamsii Elmer
- Clerodendrum yunnanense Hu

... · 
Ajuga (Zenegroen) · 
Anisomeles · 
Ballota (Ballote) · 
Basilicum · 
Cleonia · 
Clinopodium (Steentijm) · 
Dasymalla · 
Galeopsis (Hennepnetel) · 
Glechoma · 
Haplostachys · 
Hemiandra · 
Hyssopus · 
Lagochilus · 
Lamiastrum · 
Lamium (Dovenetel) · 
Lavandula (Lavendel) · 
Leonurus · 
Lycopus · 
Marrubium · 
Melissa (Melisse) · 
Mentha (Munt) · 
Nepeta (Kattenkruid) · 
Ocimum (Basilicum) · 
Origanum (Marjolein) · 
Perovskia · 
Phlomis · 
Prunella (Brunel) · 
Renschia · 
Rosmarinus · 
Salvia (Salie) · 
Satureja (Bonenkruid) · 
Scutellaria (Glidkruid) · 
Stachys (Andoorn) · 
Teucrium (Gamander) · 
Thymus (Tijm) · 
Vitex · 
Westringia · 
...